# Гутьеррес Герра, Хосе
Хосе Мануэль Хустиниано Гутьеррес Герра (исп. José Manuel Justiniano Gutiérrez Guerra; 5 сентября 1869, Сукре, Боливия — 3 февраля 1929, Антофагаста, Чили) — боливийский государственный деятель и экономист, президент Боливии (1917—1920).

## Биография
Родился в аристократической семье, восходившей к носителям крови королей инков и первых завоевателей Перу, по матери он был связан с британским деятелем лордом Палмерстоном. В раннем возрасте уехал в Англию, чтобы получить высшее образование. Там он учился в иезуитском колледже, а с 1883 — в Манчестерском коммерческом колледже, из которого выпустился 1886 года в возрасте 17 лет.
Впоследствии вернулся в Боливию, где работал в банковской отрасли. В 1914 году без особой личной мотивации он был избран в Конгресс депутатов от Ла-Паса. Его взлёт был стремительным и уже в 1917 году, выиграв президентские выборы, он стал преемником Исмаэля Монтеса на посту президента. На этом посту он столкнулся со значительными проблемами: резкое падение экономических показателей и роста оппозиции в лице вновь созданной Республиканской партии.
В 1917 году был убит один из основателей Республиканской партии, бывший президент Хосе Мануэль Пандо, что значительно снизило популярность и политический авторитет Гутьерреса. Что ещё хуже, он был не настроен действовать решительно с точки зрения его оппонентов, несмотря на его призыв к Конгрессу начать официальное расследование по фактам злоупотреблений со стороны его предшественника Исмаэля Монтеса. Боливийцы дали президенту прозвище «Последний олигарх».
Кульминацией стал военный переворот 1920 года, завершивший многолетнюю гегемонию либеральной партии в стране, а к власти пришёл представитель Республиканской партии Баутиста Сааведра. Гутьеррес пытался найти убежище в посольстве США, но был сослан в Чили, где он прожил последние годы и умер в 1929 году.
В ряду результатов его президентства:
- начало добычи нефти в департаментах Чукисака, Санта-Крус и Тариха, месторождения были переданы в концессию американской компании Richmond Levering Co,
- создание службы обеспечения питьевой водой и был подписание контракта на строительство канализации в городах Ла-Пас и Кочабамба,
- строительство национальных колледжей Боливар де Оруро и Флорида Санта-Крус-де-ла-Сьерра,
- основание военного авиационного училища в Альто де ла Пас (1920),
- открытие минералогического музея Оруро.

В контексте Первой мировой войны Боливия объявила войну Германской Империи.
Он опубликовал несколько исследований финансового анализа, в том числе:
- «Банковские вопросы» (1910),
- «Банковская реформа» (1913).